# سار کنریک
سار کنریک (نام علمی: Poeoptera kenricki) نام یک گونه از تیره ساران است.